# Freddy Breck
Freddy Breck – kunstnernavn for Gerhard Breker – (21. januar 1942 – 17. december 2008) var en tysk schlagersanger, der især i 1970'erne havde en række store hits flere steder i Europa, blandt andet Danmark, med en række populariserede udgaver af sange fra det klassiske repertoire, heriblandt "Überall auf der Welt" ("Fangernes kor" fra Verdis opera Nabucco) og "Rote Rosen". 
Efterhånden ebbede den internationale interesse lidt ud, og Breck begyndte i 1980'erne også at skrive sange samt at fungere som programvært i radioen. I 1990'erne koncentrerede han sig igen fortrinsvis om sangkarrieren, blandt andet sammen med hustruen Astrid. Freddy Breck døde af kræft.

## Diskografi
Freddy Breck udgav snesevis af albums og singler. Her ses et udvalg:
- Rote Rosen für dich (1973)
- Die Welt ist voll Musik (1974)
- Mit einem bunten Blumenstrauss (1975)
- Die Sterne steh'n gut (1977)
- Mach was Schönes aus diesem Tag (1977)
- Sommerliebe (1978)
- Years of love (1978)
- Melodien zum Verlieben (1981)
- Meine Lieder, meine Träume (1982)
- Deutschlands schönste Volkslieder (und die Sonntagskinder) (1985)
- Für Dich (1991)
- Mein leises Du (1992)
- So wie ich bin (1995)
- Ich liebe Dich (1997)
- Wir zwei (2004)